# Schweizer Bauer
Der Schweizer Bauer ist eine zweimal wöchentlich erscheinende Fachzeitung für die Schweizer Landwirtschaft. Mit einer WEMF-beglaubigten Auflage 2020 von 28'840 (Vj. 30'494) verkauften bzw. 29'041 (Vj. 30'139) verbreiteten Exemplaren und einer monatlichen Grossauflage von 51'272 (Vj. 52'729) Exemplaren ist sie die auflagenstärkste Agrarzeitung der Schweiz. Chefredaktor ist Daniel Salzmann.

## Geschichte
Die erste Ausgabe wurde am 9. Juni 1846 unter dem Namen Wochenblatt für Landwirtschaft und Gartenbau veröffentlicht, mit dem Ziel, die Landwirtschaft in diesen schwierigen Zeiten des politischen und wirtschaftlichen Umbruchs mit nützlichen Informationen auf dem Weg in eine erfolgreiche Zukunft zu unterstützen. Dieses Ziel hat bis heute Gültigkeit. Erster Redaktor war der damalige OGG-Präsident Willhelm von Fellenberg. 1949 erfolgte die Umbenennung in Bernische Blätter für Landwirthschaft. 1868 wurde Albert von Fellenberg-Ziegler zum neuen Redaktor der Zeitung ernannt. 1875 wurde Professor von Niederhäusern, Sekretär der OGG, zum Redaktor gewählt. 1880 übernimmt Rütti-Direktor und Nationalrat Rudolf Häni die Redaktion. 1892 wurde der Lehrer Gottfried Flückiger aus Oberburg BE, OGG-Sekretär, zum Redaktor ernannt. Die Zeitung erschien neu zwei Mal wöchentlich. Die Ausgabe vom 18. Dezember 1896 trug erstmals den Zusatz Der Schweizer Bauer über dem bestehenden Titel. Nach dem Tod von Gottfried Flückiger übernahm Jakob Stalder 1908 die Redaktion des Nachrichtenteils. Nach dessen Tod ging die Redaktion 1931 an Werner Augsburger. Nach dem Rücktritt von Werner Augsburger 1968, übernahm Ernst W. Eggimann die Redaktion bis 1991. Von 1991 bis 2020 war Rudolf Haudenschild Chefredaktor der Zeitung.
Bis 1991 war der Schweizer Bauer eine 3 Mal wöchentlich erscheinende Tageszeitung mit Schwerpunkt Landwirtschaft und Hauptverbreitungsgebiet Kanton Bern. Zu diesem Zeitpunkt hatte der Schweizer Bauer eine Auflage von nur noch rund 18'000 Exemplaren – mit sinkender Tendenz.
Mit dem Neukonzept als reine Fachzeitung startete die Expansion in die ganze Schweiz. 1992 wurde der Schweizer Bauer in die «Schweizer Bauer Verlags AG» eingebracht, an der die OGG 51 % und Büchler Grafino AG 49 % hielt. Die Büchler Grafino AG gehört zur Espace Media Groupe, welche ihrerseits 2007 zur Tamedia-Gruppe kam. Die Tamedia fokussierte ihre Aktivitäten vor allem auf die Tageszeitungen sowie Online-Portale und verkaufte deshalb ihre Beteiligungen an elektronischen Medien und Fachzeitungen. Auch der Schweizer Bauer stand zum Verkauf. Ende 2012 kaufte deshalb die OGG nach 21 Jahren die 49-%-Beteiligung der Tamedia am Schweizer Bauer zurück und führt ihn nun wieder selber.
Am 15. September 1996 wurde mit dem Fachportal schweizerbauer.ch das Internet-Zeitalter für die Schweizer Landwirtschaft eingeläutet. Trotz jährlichem Rückgang der Landwirtschaftsbetriebe um 1–3 % konnten sich der Schweizer Bauer und schweizerbauer.ch ihre Beachtung und Verbreitung dank dem hohen Nutzwert gut halten. Schweizerbauer.ch wies Januar–September 2019 0,046–0,085 Mio. Unique Clients, 0,265–0,324 Mio. Visits und 1,100–2,516 Mio. Page Impressions aus und ist somit das führende Agrarportal der Schweiz.

## Chronologie des «Schweizer Bauer» von 1846 bis heute
aus
- 1759 Gründung der Oekonomischen Gesellschaft zu Bern OG, ab 1889 OGG durch Chorgerichtsschreiber Johann Rudolf Tschiffeli.
- 1759–1780 Aufruf der Berner Oekonomen zur Gründung einer landwirtschaftlichen Zeitschrift der Schweiz. «Abhandlungen und Beobachtungen von der Oekonomischen Gesellschaft zu Bern gesammelt ab 1760.»
- 1808–1817 «Landwirtschaftliche Blätter von Hofwyl» (Philipp Emanuel von Fellenberg, Stifter von Hofwyl bei Münchenbuchsee, erste landwirtschaftliche Schule).
- 9. Juni 1846 Erste Ausgabe (seither ununterbrochene Publikationsreihe bis zum heutigen Tag). Bis 1848 «Wochenblatt für Landwirtschaft und Gartenbau» (der OGG-Präsident Willhelm von Fellenberg ist zugleich erster Redaktor).
- 1849–1895 «Bernische Blätter für Landwirtschaft»
- 1860/61 Eröffnung der Ackerbauschule Rütti, Vergrösserung des Zeitungsformates auf 21 × 26,6 cm.
- 1868 Das OGG-Siegel «Hinc felicitas», übersetzt «Daher das Glück», erscheint erstmals im Zeitungskopf. Nach Wegwahl von Pfarrer und Redaktor Rudolf Schatzmann an die Landwirtschaftliche Schule Kreuzlingen bestellt die OGG erstmals ein Redaktionskomitee. Als Redaktor zeichnet Albert von Fellenberg-Ziegler.
- 1875 Wahl von Professor von Niederhäusern, Sekretär der OGG, zum Redaktor.
- 1880 Rütti-Direktor und Nationalrat Rudolf Häni übernimmt die Redaktion des 1871 vergrösserten (22 × 31 cm), in 1600 Exemplaren gedruckten Blattes.
- 1884 Der Landwirtschaftliche Kantonalverein Solothurn und der Oekonomische Verein des Freiburgischen Sensebezirks erklären die «Bernischen Blätter für Landwirtschaft» als ihr Vereinsorgan.
- 1892 Lehrer Gottfried Flückiger aus Oberburg BE, OGG-Sekretär, zeichnet neu als verantwortlicher Redaktor. Übergang zur wöchentlich zweimaligen Ausgabe und Ausbau des politischen, lokalen und unterhaltenden Teils.
- 1894 Erstmalige Herausgabe des «Schweizer Bauer»-Kalenders.
- 1896 50-Jahr-Feier des OGG-Organs, das gegen 10'000 Abonnenten in mehreren Kantonen zählt. Gegen Jahresende Umtaufe auf «Der Schweizer Bauer», um der interkantonalen Verbreitung Rechnung zu tragen.
- 1901 Als eine monatliche Beilage zum «Schweizer Bauer» erscheint die Schweizerische Bauernzeitung als Sprachrohr des Schweizerischen Bauernverbandes (SBV).
- 1902 Schaffung einer Fachredaktorenstelle mit Dr. Heeb, St. Gallen, als Betreuer.
- 1903 Dem «Schweizer Bauer» liegt erstmals ein separates «Sonntagsblatt» bei, das von 1905 an dank einer letztwilligen Verfügung von Elise Affolter, Oeschberg BE, auf eigene Füsse gestellt werden konnte.
- 1908 Herztod des überlasteten Redaktors Gottfried Flückiger. Jakob Stalder übernimmt die Redaktion des Nachrichtenteils.
- 1912 Wahl von Dr. H. Altheer als Fachredaktor.
- 1916 Ablösung durch K. Schneider bis zu seinem Tod 1920.
- 1920 Übersiedlung an die erst kurz vorher gegründete Verbandsdruckerei AG in Bern.
- 1921 Nationalrat Hans Stähli besorgt den Fachteil, wird aber bereits im gleichen Jahr durch Dr. Walter Pauli abgelöst.
- 1922 Schaffung der Sonderseite «Milchwirtschaftliche Rundschau».
- 1929 Dipl. Ing. Agr. ETH Ernst Ryf tritt in die Redaktion ein, bis er 1935 zum Direktor der Propagandazentrale für die Erzeugnisse der schweizerischen Landwirtschaft in Zürich gewählt wird.
- 1931 Werner Augsburger wird zum Nachfolger des verstorbenen Redaktors Jakob Stalder gewählt.
- 1932 Einführung der Beilage «Die Landfrau» unter der Redaktion der Sekretärin des Verbandes bernischer Landfrauenvereine (1932–1936 Fräulein Dr. Marie Renfer, 1936–1970 Fräulein Dr. Erika Siegenthaler, ab 1970 Fräulein Elisabeth Flükiger).
- 1936 Wahl von Ing.-Agr. ETH Arnold Bikle zum Fachredaktor. Ausbau des Fachteils, illustrierte Tiefdruckausgaben am Freitag, Erhöhung des Abonnentenstandes um 80 Prozent in anderthalb Jahrzehnten.
- 1937–1959 Verlagsgemeinschaft «Schweizer Bauer» als Herausgeberin.
- 1968 Rücktritt von Werner Augsburger nach jahrzehntelanger erfolgreicher Tätigkeit.
- 1968 Wahl von Ernst W. Eggimann als langjähriger und erfolgreicher Chefredaktor (bis 1991) mit einem fünfköpfigen Redaktionsteam mit Urs Riklin als Fachredaktor und stellvertretendem Chefredaktor zur Seite.
- 1959–1991 Einsetzen einer Redaktionskommission mit Vertretern der Spitzenverbände.
- 1988–1991 Diskussion verschiedener Neukonzepte unter OGG-Präsident Fritz Gerber, Chefredaktor Ernst W. Eggimann und Verleger Charles von Graffenried, um den schleichenden Aborückgang aufzuhalten.
- 1991 Entwurf einer Nullnummer «Schweizer Bauer» durch Beat Hurni, den Publizistischen Leiter der Berner Zeitung BZ, und BZ-Redaktor Theo Ninck, vorher Fachredaktor beim «Schweizer Bauer».
- 1991 Wahl von Ulrich Utiger, Eidg. dipl. Verlagskaufmann, als Verlagsleiter sowie Dipl. Ing-Agr. ETH Rudolf Haudenschild als Nachfolger von Ernst W. Eggimann als neuer Chefredaktor zur Umsetzung des Neukonzeptes einer unabhängigen, nationalen Forums- und Fachzeitung ab Oktober.  Eggimann wollte die Verantwortung einer neu voll auf die Landwirtschaft ausgerichteten Fachzeitung an einen Agronomen abgeben, blieb aber mit seinem Beziehungsnetz und seiner Erfahrung der neuen, durch die jungen  Agronomen Robert Stark und etwas später Alfred Schädeli verstärkten Redaktion bis zur Pensionierung 1996 als stellvertretender Chefredaktor erhalten.
- 1991 Erste Ausgabe im Oktober als unabhängige Forums- und Fachzeitung für die Landwirtschaft (Reduktion von 3 auf 2 Erscheinungen pro Woche) mit vielen selber recherchierten Artikeln, Ausbau der Forumsseite mit Standpunkten, Interviews, Tribünen, Pro & Contras, und Leserbriefen, Ausbau der Marktberichterstattung und ein wöchentliches Schwerpunktthema im «Agro-Dossier». Aufgabe der Beilage «Landfrau», Integration der Frauen in sämtliche Seiten.
- 1991–2008 Starker Abozuwachs in der ganzen Deutschschweiz von 18 174 auf über 30'000 Abonnenten und somit zur auflagenstärksten Agrarzeitung der Schweiz.
- 1992 Der Titel «Schweizer Bauer» wurde von der OGG in die neu gegründete Verlags-AG Schweizer Bauer eingebracht, an der die OGG 51 % und die Büchler Grafino 49 % hielt. Die Büchler Grafino AG war eine Tochter der Berner Tagblatt Medien AG (BTM), die wenig später als Espace Media Groupe firmierte und dann 2007 in die Zürcher Tamedia-Gruppe integriert wurde.
- 1996 Übernahme der in finanzielle Schieflage geratenen «Schweizer Handels-Börse» durch die «Schweizer Bauer» Verlags AG.  Integration redaktioneller Inhalte, Weiterführung der gut 1000 Abonnemente.
- 1996 Die Espace Media Groupe wagt den Schritt ins digitale Zeitalter und führt für alle Zeitungstitel Online-Plattformen ein, so auch für den «Schweizer Bauer» unter www.schweizerbauer.ch.
- 2007 Tamedia übernimmt die Espace Media Groupe. Die bisherigen Mehrheitseigner von Espace Media, in erster Linie die Familien Erwin Reinhard-Scherz und Charles von Graffenried, beteiligen sich im Gegenzug substanziell an Tamedia.
- 2007 Übernahme des Monatsmagazins «Schweizer Land + Leben», Christlicher Bauernbund St. Gallen, mit netto rund 1000 verbliebenen Abos nach einem Jahr.
- 2007 Ausbau Regionalberichterstattung mit sechs Regionen, zweimal pro Woche.
- 2012 Verkauf der Beteiligung der Tamedia am «Schweizer Bauer» an den Basler Dominik Hiltbrunner, der im Bieterverfahren vor zwei ausländischen Mietbietern den Zuschlag erhält, aber schlussendlich den hohen Kaufpreis nicht aufbringen kann.
- 2013 OGG kauft mit verschiedenen grossen Darlehen die Fremdbeteiligung zurück. Die Gudula Heinrich AG, vertreten durch Martin Kall, erhält gegen Darlehen eine Minderheitsbeteiligung. Martin Kall wird Vorsitzender der Gesellschafterversammlung und übernimmt die strategische Leitung. Chefredaktor Rudolf Haudenschild bleibt  geschäftsführender Chefredaktor.
- 2016 Das Monatsmagazin «Schweizer Land + Leben» wird aus Kostengründen eingestellt.
- 2017 Nach einer repräsentativen Umfrage des Meinungsforschungsinstitutes gfs Bern unter «Schweizer Bauer»- Lesern und -Nichtlesern werden neue Seiten eingeführt, so wöchentlich «Menschen», «Unser Land», «Leben und Geniessen», «Digitalfenster».
- 2019 OGG kauft die Minderheitsbeteiligung der Gudula Heinrich AG zurück und wird alleinige Eigentümerin. Martin Kall zieht sich als Präsident der Gesellschafterversammlung wie auch als Geschäftsleiter zurück. Die Leitung übernimmt neu Verwaltungsrat Beat Lauber aus Baden.
- 2020 Der geschäftsführende Chefredaktor Rudolf Haudenschild geht in Pension. Mit ihm den «Schweizer Bauer» geprägt haben seit 1991 über 40 Redaktorinnen und Redaktoren. Langjährige stellvertretende Chefredaktoren waren Adrian Arnold, Michael Grossenbacher und Stephan Jaun, Jürg Jordi, Mike Bauert, Samuel Krähenbühl und Daniel Salzmann. Den Online-Auftritt setzte Ueli Aeschbacher ab 1996 erfolgreich um. Weiterentwickelt mit Social-Media-Kanälen für einen Siebentagebetrieb wird das führende Agrarportal vom Online-Verantwortlichen Reto Blunier und einem sich abwechselnden Team aus der Redaktion. Neuer Chefredaktor wird nach einem strengen Assessment verschiedener Bewerber Haudenschilds Stellvertreter Daniel Salzmann, mit einem Abschluss der Universität Bern in Geschichte und Wirtschaft. Neuer stellvertretender Chefredaktor wird Agronom Adrian Haldimann. Die Geschäftsführung übernimmt Beat Lauber, Vorsitzender der Gesellschafterversammlung.

## Inhalte
Der Schweizer Bauer und schweizerbauer.ch berichten u. a. über die Ressorts Agrarpolitik, Betriebsführung, Viehzucht, Ackerbau, Markt, Landtechnik, Haus und Hof, Land und Leute sowie jede Woche vertieft über ein Spezialthema.